# Digital hardcore
Digital hardcore is een subgenre van hardcore punk gekenmerkt door zijn invloeden uit de elektronische  muziek. De stijl kwam op in Duitsland tijdens de vroege jaren 90 en bevat vaak maatschappijkritische en extreemlinkse teksten.

## Artiesten
- Atari Teenage Riot
- Panacea